# Claudia Purker
Claudia Purker (* 15. Jänner 1999) ist eine österreichische Nordische Kombiniererin, die zuvor als Skispringerin aktiv war.

## Werdegang
Skispringen
Claudia Purker begann 2010 mit ersten Sprungversuchen und startete ein Jahr später ihre Skisprungkarriere.
Am 21. und 22. Dezember 2013 gab sie ihr internationales Debüt mit der Teilnahme an einer Etappe des Alpencups in Rastbüchl, wo sie den dritten und vierten Platz erreichte.
Anfang 2015 stürzte Purker auf der Etappe des Alpencups in Seefeld und verletzte sich schwer. Nach Verletzungspause und Wiedereinstieg nahm Purker am 11. und 12. Dezember 2015 erstmals an zwei Continental-Cup-Wettkämpfen im norwegischen Notodden teil, bei denen sie die Plätze vier und fünf belegte. Bei den Junioren-Weltmeisterschaften 2016 im rumänischen Râșnov gewann sie gemeinsam mit Maximilian Steiner, Chiara Hölzl und Janni Reisenauer die Silbermedaille im Mixed-Teamwettbewerb und wurde Achte im Einzel. Ein Jahr später reichte es bei den Junioren-Weltmeisterschaften 2017 im US-amerikanischen Park City zu Platz drei mit der Juniorinnen-Mannschaft gemeinsam mit Sophie Mair, Elisabeth Raudaschl und Julia Huber, während sie mit dem Mixed-Team diesmal Sechste und im Einzel 16. wurde. Bei den Junioren-Weltmeisterschaften 2018 im schweizerischen Kandersteg gewann sie mit der österreichischen Mixed-Mannschaft mit Jan Hörl, Sophie Mair und Clemens Leitner die Bronzemedaille und wurde Siebte mit der Juniorinnen-Mannschaft und 17. im Einzel-Wettbewerb. Am 15. Dezember 2018 gewann sie auf dem Tveitanbakken in Notodden erstmals ein Continental-Cup-Springen. Bei den Junioren-Weltmeisterschaften 2019 im finnischen Lahti gewann sie mit der österreichischen Juniorinnen-Mannschaft, zu der auch Marita Kramer, Lisa Hirner und Lisa Eder gehörten, die Bronzemedaille, während sie im Einzel 22. wurde.
Am 6. und 7. Februar 2016 gab Claudia Purker schließlich in Hinzenbach ihr Debüt im Weltcup, wobei sie mit den Plätzen 26 und 32 sogar einmal in die Punkteränge schaffte. Nach zwei weiteren Weltcup-Teilnahmen im slowenischen Ljubno, wo sie sie Plätze 27 und 35 erreichte, schloss Purker schließlich die Saison 2015/16 in der Gesamtwertung mit neun Punkten auf Platz 47 ab. In den Folgejahren konnte sie bisher nicht mehr die Punkteränge erreichen.
Nordische Kombination
Im Frühling 2020 gab sie ihren Wechsel zur Nordischen Kombination bekannt. Beim historisch ersten Weltcup-Wettbewerb der Frauen in der Nordischen Kombination Mitte Dezember 2020 in der Ramsau feierte Purker ihr internationales Debüt. Nach dem Springen lag sie auf dem vierten Rang, doch fiel sie mit der schwächsten Laufleistung der Teilnehmenden noch auf den 26. Platz zurück.

## Erfolge

### Continental-Cup-Siege im Einzel
| Nr. | Datum             | Ort      | Typ           |
| --- | ----------------- | -------- | ------------- |
| 1.  | 15. Dezember 2018 | Notodden | Normalschanze |

## Statistik

### Weltcup-Platzierungen
| Saison  | Platz | Punkte |
| ------- | ----- | ------ |
| 2015/16 | 47.   | 09     |

### Grand-Prix-Platzierungen
| Saison | Platz | Punkte |
| ------ | ----- | ------ |
| 2016   | 34.   | 10     |

### Continental-Cup-Platzierungen
| Saison  | Platz | Punkte |
| ------- | ----- | ------ |
| 2015/16 | 018.  | 095    |
| 2016/17 | 012.  | 103    |
| 2017/18 | 040.  | 055    |
| 2018/19 | 003.  | 243    |
| 2019/20 | 008.  | 261    |